# Alsóoroszi
Alsóoroszi (románul: Urisiu de Jos) falu Maros megyében, Erdélyben. Közigazgatásilag Alsóköhér községhez tartozik. Lakossága túlnyomórészt román nemzetiségű.

## Fekvése
450 m-es tengerszint feletti magasságban, Szászrégentől 20 km-re keletre, a Görgényi-havasok nyugati lábánál található.